# Quilombo Nossa Senhora do Rosário

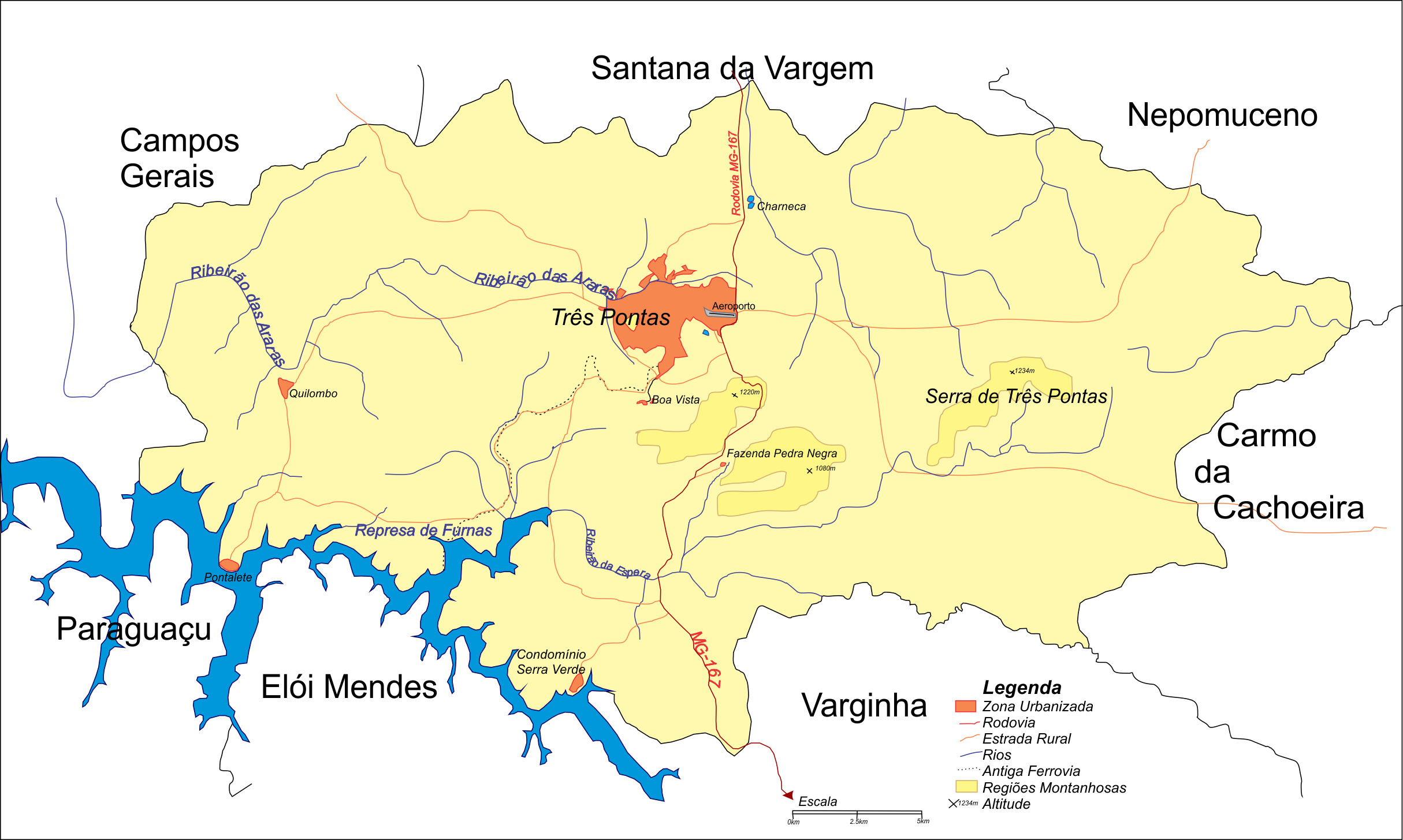
Mapa do município de Três Pontas, onde se pode ver a localização do Quilombo.

Quilombo Nossa Senhora do Rosário (ou simplesmente Quilombo, como conhecido pelos habitantes) é um povoado localizado a cerca de dezesseis quilômetros da sede do município brasileiro de Três Pontas, do qual faz parte, cujo acesso é feito por meio de uma estrada não pavimentada. De acordo com o último censo realizado em 2010 pelo Instituto Brasileiro de Geografia e Estatística, a localidade possuía cerca de seiscentos habitantes.

## História
O lugar é conhecido como "quilombo" porque nas imediações existia, nos anos de 1750, o Quilombo do Quebra Pé ou Quilombo das Araras. A primeira igreja foi construída no local provavelmente por volta de 1870. Doze anos depois a localidade foi elevada à distrito de paz, mas em 1918 a sede desse distrito foi transferida para outra localidade próxima, o Pontalete. Até pouco tempo atrás o povoado era denominado oficialmente Martinho Campos, mas essa denominação, contudo, não era amplamente utilizada tanto entre os habitantes locais quanto em toda a região ao redor, razão pela qual o nome oficial da localidade foi alterado para a denominação atual. Nossa Senhora do Rosário refere-se à padroeira do local e quilombo deve-se às ocupações existentes no local há muito tempo.